# FLARM
FLARM (akronim za Flight Alarm) je elektronska naprava v letalih, ki se uporablja za preprečevanje trkov med letali. FLARM je namenjen uporabi na manjših letalih kot so jadralna, ultralahka in športna letala, ki dostikrat letijo zelo blizu skupaj brez nevarnosti trčenja (na primer pri kroženju jadralnih letal v istem vzgorniku). Sistem TCAS, ki se uporablja na večjih letalih, ravno zaradi tega dejstva ni uporaben, saj opozarja na vsa letala v bližini, čeprav ne obstaja nevarnost trčenja med njimi.
FLARM deluje tako, da oddaja svojo GPS pozicijo, barometrično višino in iz teh podatkov izračunano napovedano pot letenja drugim letalom, ravno tako sprejema enake podatke od drugih letal, opremljenih s tem sistemom. Po sprejemu podatkov od drugega sistema FLARM z njihovo pomočjo in upoštevanjem lastnega položaja, smeri in višine izračuna, če obstaja možnost trčenja. Enostaven prikazovalnik prikazuje položaj ostalih letal, opremljenih s sistemom FLARM, v primeru nevarnosti pa s svetlobnimi in zvočnimi signali pilotu javi nevarnost trčenja. Na podlagi podatkovne baze s položaji statičnih ovir (gorske žičnice, daljnovodi, itd), shranjene v posamezni enoti, je sistem zmožen tudi opozarjanja pred trčenjem s temi ovirami.
Izpeljanke tega sistema omogočajo tudi zapisovanje preletene poti v skladu z zahtevami Mednarodne letalske zveze FAI, v kombinaciji z računalniki za jadralna letala pa lahko tudi prikazujejo položaj, pozivni znak in hitrost dviganja ostalih jadralnih letal.
FLARM ima manjšo porabo energije kot konvencionalni transponder. Ima pa FLARM signal sorazmerno kratek domet (3 - 5 km pri prvotni izpeljanki), zato ni uporaben za potniška letala in druga hitroleteča letala.